# بابنبرج
أسرة بابنبرج (Babenberg) كانت سلالة أرستقراطية حكمت مارغريفية النمسا ثم دوقية النمسا من عام 976 حتى 1246 ميلادي. لعبت هذه العائلة دورًا أساسيًا في تطوير النمسا ككيان سياسي مستقل داخل الإمبراطورية الرومانية المقدسة

## الأصول والنشأة
تنحدر أسرة بابنبرج من نبلاء فرانكونيا في ألمانيا، ويعود نسبهم إلى آل روبكونر(الروبرتيون)، وهي سلالة مرتبطة بالنبلاء الكارولينجيين. كان ليوبولد الأول هو المؤسس الفعلي لسلطة بابنبرج في النمسا بعد تعيينه مارغريفًا للنمسا من قبل الإمبراطور أوتو الثاني عام 976

## حكم بابنبرج في النمسا
1. ليوبولد الأول (976-994): أسس حكم الأسرة في النمسا ووسع حدودها شرقًا.
2. ليوبولد الثالث (1095-1136): أحد أعظم حكام بابنبرج، عزز السلطة المركزية وأسس مدينة كلوسترنويبورغ، كما حصل لاحقًا على لقب قديس بفضل أعماله الخيرية ودعمه للكنيسة[2]
3. هنري الثاني جاسوميرغوت (1141-1177): حصل على امتياز Privilegium Minus من الإمبراطور فريدريك بربروسا عام 1156، مما جعل النمسا دوقية مستقلة، ونقل العاصمة إلى فيينا[3]
4. ليوبولد الخامس (1177-1194) اشتهر بأسره ريتشارد قلب الأسد ملك إنجلترا أثناء عودته من الحملة الصليبية الثالثة، مما أدى إلى حصوله على فدية ضخمة استخدمها لتعزيز البنية التحتية للنمسا[4]

## نهاية حكم بابنبرج
انتهى حكم بابنبرج في النمسا بوفاة فريدريك الثاني عام 1246، الذي لُقب بـ"المتخاصم"، حيث لم يترك وريثًا، مما أدى إلى فترة اضطرابات سياسية قبل أن تؤول السلطة إلى آل هابسبورغ عام 1278